# Пешевски, Жарко
Жарко Пешевски (макед. Жарко Пешевски; род. 11 апреля 1991, Скопье) — македонский гандболист, выступающий за македонский клуб «Еврофарм» и сборную Северной Македонии по гандболу.

## Карьера

#### Клубная
Жарко Пешевски начал свою профессиональную карьеру в родном городе Скопье в гандбольном клубе «Металлург». В сезоне 2009/10 годов Пешевски участвовал в матчах Кубка обладателей кубков ЕГФ. С сезона 2011/12 по 2017/18 годы участвовал в матчах Лиги чемпионов. Выиграл чемпионат Македонии в 2014 году. Летом 2018 года Пешевски перешел в украинский клуб первого дивизиона «Мотор». Вместе с запорожцами Пешевски участвовал в Лиге чемпионов ЕГФ в сезоне 2018/19 годов.
В сезоне 2019/20 годов перешел в немецкий клуб первого дивизиона «TVB 1898 Штутгарт». С лета 2022 года выступает за клуб первого дивизиона Северной Македонии «Еврофарм». В 2023 году выиграл чемпионат Северной Македонии с этой командой.

#### Сборная
Пешевски участвовал в чемпионате мира 2019 года в составе сборной Македонии, забив по ходу турнира 24 гола. Македония выбыла в предварительном раунде.
Был в составе сборной на чемпионат Европы 2024 года, где Северная Македония заняла 17-е место.